# کوه مودر

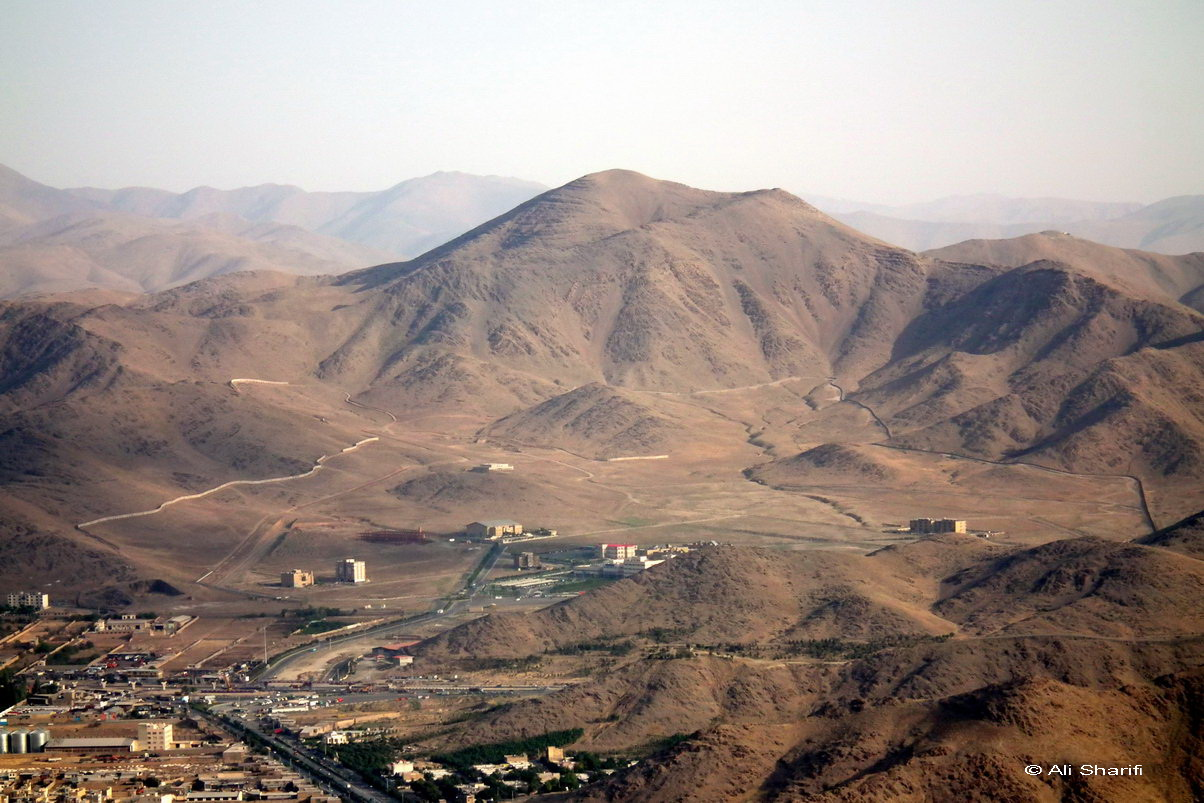
نمای قلهٔ مودر - ثبت از قلهٔ کوه سرخه

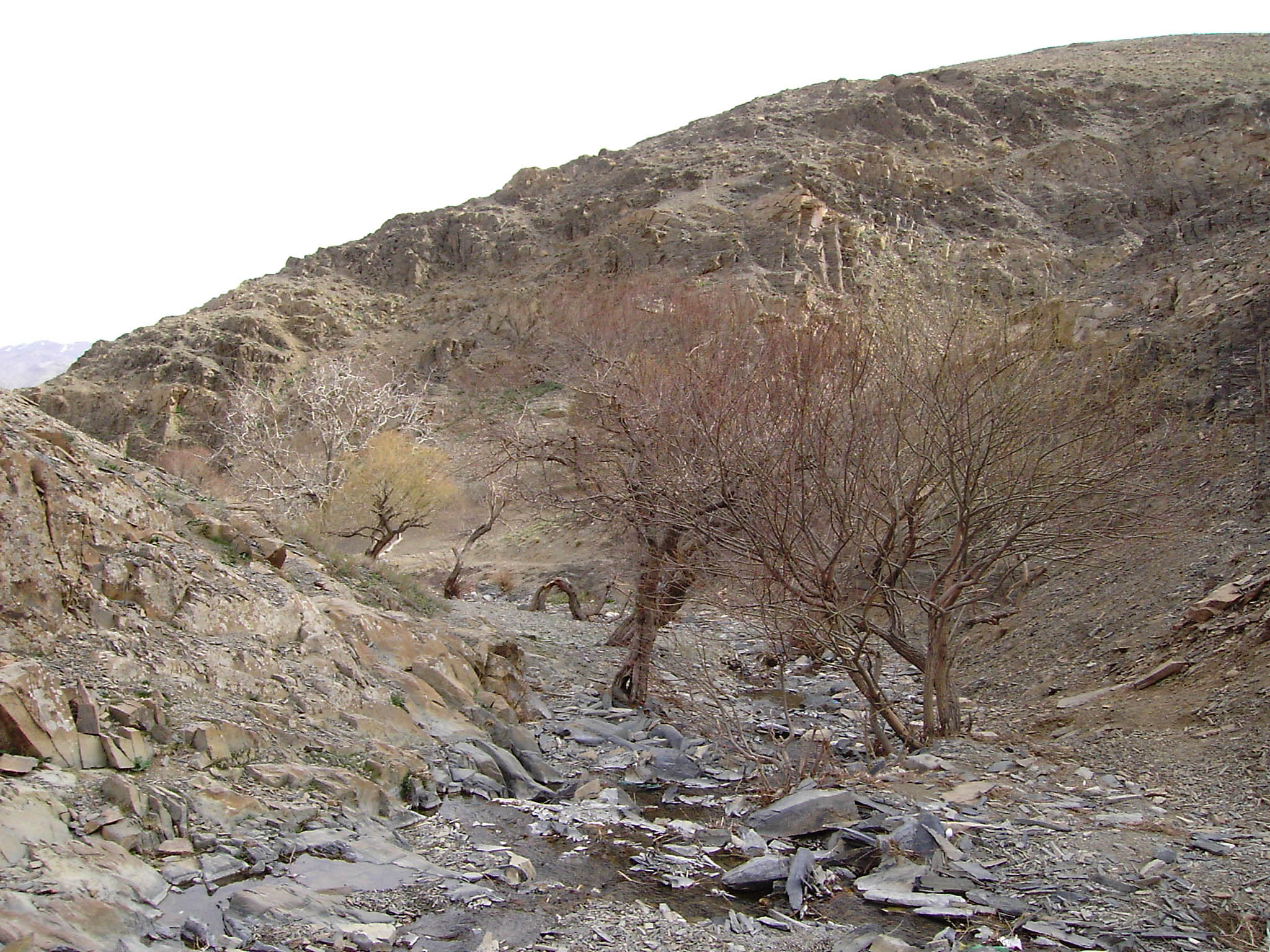
ارتفاعات مورد دارای پوشش گیاهی ضعیف

کوه مودر با ارتفاع ۲۳۳۹ متر از سطح دریا در شمال غربی شهر اراک و یکی از بلندترین قله‌های مجاور اراک است. به کوه مودر کوه آجری نیز می‌گویند (به خاطر رگ چین سنگی قله آن که شبیه دیواری آجری است و از نقاط مختلف شهر اراک دیده می‌شود) دره مودر یکی از دره‌های خوش آب و هواست که بسیار مورد توجه کوهنوردان و خانواده‌های طبیعت گرد است.